# Topki
Topki (russisch Топки) ist eine Stadt in der Oblast Kemerowo (Russland) mit 28.641 Einwohnern (Stand 14. Oktober 2010).

## Geographie
Die Stadt liegt im nördlichen Teil des Kusbass, etwa 35 km südwestlich der Oblasthauptstadt Kemerowo. Das Klima ist kontinental.
Die Stadt Topki ist Verwaltungszentrum des gleichnamigen Rajons.
Topki liegt an der auf diesem Abschnitt 1915 eröffneten Eisenbahnstrecke von Jurga an der Transsibirischen Eisenbahn über Leninsk-Kusnezki (bis 1925 Koltschugino) nach Nowokusnezk. Hier zweigt eine ebenfalls 1915 eröffnete Zweigstrecke nach Kemerowo ab. Die Fernstraße M53 führt nördlich an der Stadt vorbei.

## Geschichte
Topki entstand 1914 beim Bau der Eisenbahnstrecken von Jurga nach Koltschugino (heute Leninsk-Kusnezki) und Kemerowo. Der Name leitet sich von einer Bezeichnung von Sümpfen oder allgemein Stellen, an denen man versinken kann im regionalen Dialekt des Russischen ab (vgl. топкий = sumpfig, morastig). 1929 wurde der um die Bahnstation entstandene Ort zur Siedlung städtischen Typs, 1933 erhielt er Stadtrecht. Zunächst war die Stadt dem Rajon, seit 1963 ist sie der Oblast direkt unterstellt.

### Bevölkerungsentwicklung
| Jahr | Einwohner |
| ---- | --------- |
| 1939 | 22.725    |
| 1959 | 26.971    |
| 1970 | 28.914    |
| 1979 | 30.983    |
| 1989 | 33.574    |
| 2002 | 31.004    |
| 2010 | 28.641    |

Anmerkung: Volkszählungsdaten

## Wirtschaft
In Topki sind neben den Eisenbahnwerkstätten die Baustoffwirtschaft (Topkinski zement/ Топкинский цемент), der Maschinenbau (Sibtensopribor/ Сибтензоприбор) und die Nahrungsmittelwirtschaft vertreten.